# Phytocoris coronadoi
Phytocoris coronadoi är en insektsart som beskrevs av Stonedahl 1988. Phytocoris coronadoi ingår i släktet Phytocoris och familjen ängsskinnbaggar. Inga underarter finns listade i Catalogue of Life.